# Dirham marokański
Dirham marokański – jednostka monetarna Maroka od 1960 r., a także Sahary Zachodniej.
1 dirham = 100 centymów.
W obiegu znajdują się:
- monety o nominałach 1, 5, 10, 20 i 50 centymów oraz 1/2, 1, 2, 5 i 10 dirhamów.
- banknoty o nominałach 20, 50, 100 i 200 dirhamów.